# Прибавление ко Второй книге (эсперанто)
Прибавление ко Второй книге международного языка (эсп. Aldono al la Dua Libro de l' Lingvo Internacia) — брошюра, изданная Л. М. Заменгофом в 1888 году вместо обещанных шести тетрадей Второй книги. В ней Заменгоф извещал о решении Американского философского общества, предложившего организовать международный конгресс. Он надеялся, что «судьба международного языка отныне переходит в руки конгресса», что, однако, не было осуществлено. Но, будучи осторожным, Заменгоф обращал внимание читателей на то, что «мы должны работать усердно по тому пути, который мы один раз избрали».